# Ampithoe lacertosa
Ampithoe lacertosa is een vlokreeftensoort uit de familie van de Ampithoidae. De wetenschappelijke naam van de soort is voor het eerst geldig gepubliceerd in 1858 door Bate.